# Владислав Бартошевски
Владѝслав Бартошѐвски (на полски: Władysław Bartoszewski) е полски историк, публицист, журналист, писател, обществен деец, политик и дипломат.

## Образование и научна дейност
Учи в гимназията „Станислав Костка“ във Варшава и Хуманитарния лицей на Образователно-просветното дружество „Бъдеще“ във Варшава. От октомври 1941 г. до началото на 1944 г. учи полска филология в тайния Хуманитарен факултет на Варшавския факултет. През декември 1948 г. е приет трети курс полска филология, но през декември 1949 г. е арестуван и следването му е прекъснато заради петгодишния престой в затвора. През ноември 1958 г. е приет във Филологическия факултет на Варшавския университет. Представя магистърската си работа на професор Юлиан Кшижановски, но с решение на ректора Станислав Турски през октомври 1962 г. е изключен от списъка на студентите.
В периода 1973 – 1982 и 1984 – 1985 изнася лекции по съвременна история в Люблинския католически университет.
През годините 1983 – 1984 и 1986 – 1988 е гостуващ професор в Мюнхенския университет Лудвиг-Максимилиан. Между 1984 г. и 1986 г. преподава и в Католическия университет Айхщет-Инголщат. През 1993 г. е рецензент на доктората на Ян Ткачински. От 1988 г. до 1989 г. преподава в Аугсбургския университет

## Дейност

### Втора световна война и окупация
Владислав Бартошевски е роден на 19 февруари 1922 г. във Варшава. През 1939 г. участва в гражданската отбрана на полската столица. През септември 1940 г. е задържан при масов арест и изпратен в концентрационния лагер в Аушвиц. На 8 април 1941 г. е освободен с подкрепата на полския Червен кръст. През август 1942 г. се включва в Армия Крайова и започва да развива конспирационна дейност в Бюрото за информация и пропаганда. От есента на същата година се ангажира с инициативите на Съвета за помощ на евреите „Жегота“.
От ноември 1942 г. до септември 1943 г. работи като секретар на редакцията на католическото издание „Prawda“, а от есента на 1942 г. до пролетта на 1944 г. е главен редактор на католическото издание „Prawda młodych“, свързан с Фронт за възраждане на Полша и насочен към учащите се младежи.
Във връзка със своята дейност в „Жегота“ помага на участниците на въстанието във варшавското гето през април 1943 г.
Участва във Варшавското въстание. Удостоен е със Сребърен кръст за заслуги и Кръст за храброст.
Напуска Варшава на 7 октомври 1944 г. след неуспеха на въстанието. Продължава конспиративната си дейност в Бюрото за информация и пропаганда в Краков. От ноември 1944 г. до януари 1945 г. е секретар на редакцията „Информационен бюлетин“. В края на февруари 1945 г. се връща във Варшава, където започва работа в отдела за информация и пропаганда „NIE“.

### Полска народна република
От май до август 1945 г. служи в Отдела на военните сили на Полша (по въпросите на информацията и пропагандата). Негов ръководител е Кажимеж Мочарски. На 10 октомври 1945 г. разкрива, че е служил в Армия Крайова.
През есента на 1945 г. започва сътрудничество с Института за национална памет и с Комисията за разследване на германските престъпления в Полша, при което много полезна се оказва събраната от него по време на окупацията информация за нацистките престъпления, ситуацията в концентрационните лагери и затвори.
През февруари 1946 г. започва работа в редакцията на „Gazeta Ludowa“.
През 1946 г. Бартошевски се включва в Полската социалистическа партия на Станислав Миколайчик, единствената действаща по това време опозиционна партия. На 15 ноември 1946 г. е арестуван по обвинение в шпионаж. Освободен е през пролетта на 1948 г., след което е повторно арестуван на 14 декември 1949 г. Осъден е на 8 години затвор. През 1954 г. е освободен поради тежко здравословно състояние, а на 2 март 1955 г. Върховният военен съд постановява, че присъдата му е несправедлива.
След излизане на свобода се връща към публицистичната си дейност. През 1955 г. оглавява редакцията за специализирани издания на Дружество на полските библиотеки.

#### Дейност след 1956 г.
От юли 1956 г. работи като публицист в редакциите на „Столѝца“ и „Тигодник Повшехни“.
На 18 април е отличен с Кавалерски кръст на Ордена на възродена Полша за помощ на евреите по време на войната. От юли до септември пребивава в Израел по покана на Яд Вашем, където от името на „Жегота“ получава медал Праведник на света.
От ноември до декември 1963 г. пребивава в Австрия, където успява да се свърже с австрийските политически и интелектуални среди. През ноември 1963 г. става сътрудник на Радио Свободна Европа. Поддържа контакти с полски емигранти, посещава Западна Европа, САЩ и Израел.
От май 1966 г. е разследван от III Департамент на Министерството на вътрешните работи (отдел, който се бори с антидържавната дейност в страната).
От 1969 г. до 1973 г. е председател на Варшавския отдел на Дружеството „Приятели на книгата“, а през декември 1969 г. става част от съвета на Полския ПЕН Клуб. Между 1972 г. и 1983 г. е главен секретар на полския ПЕН Клуб.
Участник е в Конгрес на културата в Полша на 11 и 12 декември 1981 г., прекъснат от обявяването на военното положение. От юли 1982 г. е част от колектива на „Tygodnik Powszechny“ (през декември 2007 г. напуска заради кадрови промени в редакцията). През 1984 г. става член на Института „Юзеф Пилсудски“ в Америка, а през 1986 г. е един от заместник-председателите на Института за полско-еврейски изследваниия в Оксфорд. На 1 януари 1986 г. президентът на Република Полша в изгнание, Едвард Рачински, го отличава с Командорски кръст със звезда на Ордена на Възродена Полша.
Участва в много международни конференции и симпозиуми, посветени на Втората световна война, полско-германските и полско-еврейските отношения, както и ролята на интелектуалистите в политиката.

#### Опозиционна дейност
В периода 1970 – 1974 г., във връзка с активната опозиционна дейност, получава забрана да публикува свои текстове в ПНР; подложен е и на други репресии (обиски, отказ за издаване на паспорт, разследване). През 1974 г. се ангажира с дейност в посока помилване на осъдените членове на организацията „Ruch“ (сред които Стефан Нешоловски, Анджей и Бенедикт Чума). Сътрудничи с Полската независима организация (Polskie Porozumienie Niepodległościowe)
През януари 1976 е сред интелектуалците, които подписват отворено писмо с протест срещу планираните промени в конституцията, включващи деклариране на вечна дружба между Полша и СССР. През 1977 г. участва в дискусия на тема „Интелектуалците и политиката. Правата на човека“, проведена в Кьолн. През 1980 г. подписва писмото на интелектуалците в подкрепа на станчните действия в Гданск. Включва се в Независимия профсъюз „Солидарност“ и инициира създаването на Комитет за защита на политическите затворници. След въвеждане на военното положение на 13 декември 1981 г. е изселен в Явоже, където остава до април 1982 г.

## III Полска държава

### Политическа дейност
След падането на комунистическия режим започва неговата политическа и дипломатическа кариера. В периода 1990 – 1995 е посланик в Австрия. Два пъти е назначаван за министър на външните работи: в правителството на Юзеф Олекси по лична покана на президента Лех Валенса (1995) и в правителството на Йежи Бузек (2000 – 2001).
В периода 1997 – 2001 г. е член на Сената IV мандат. Избран е от листата на Уния на свободата във Варшавското войводство, въпреки че формално никога не е принадлежал към тази партия. Ръководи Комисията по външните работи и Комисията по европейска интеграция.
На 5 юли 2006 г. подписва отворено писмо, в което се критикува отмяната на срещата на върха на страните от Ваймарския триъгълник. Срещата на върха с участието на президентите на Полша, Франция и Германия е отменена заради заболяване на Лех Качински. Публикуването на писмото предизвиква критика на политиците на управляващата коалиция и президента.
На 9 октомври 2007 г. е ръководител на почетния комитет на Гражданска платформа по време на предварителните парламентарни избори. По време на кампанията и малко след това прави редица остри и критични изказвания, по адрес на управляващата партия „Право и справедливост“, по-точно по повод водената от Ярослав Качински външна политика.
На 20 ноември 2007 г. е назначен за министър и експерт по въпросите на външната политика в кабинета на премиера Доналд Туск. Остава на тази длъжност и по времето на втория кабинет на Доналд Туск, както и в правителството на Ева Копач.
Член на комитета, подкрепящ Бронислав Коморовски преди президентските избори през 2010 г. и 2015 г., а също така съосновател на изборния комитет през 2015 г.
В периода 2001 – 2015 е председател на Съвета за защита на паметта за борбите и жертвите.

### Обществена дейност
През 1990 – 2000 е председател на съвета на Държавния музей „Аушвиц-Биркенау“ в Освиенцим, а през 2000 – 2014 председател на Международния Освиенцимски съвет. В периода 1991 – 1995 г. е член на Съвета по въпросите на полско-еврейските отношения. От март 1995 г. е заместник-председател на полския ПЕН клуб, през 2001 – 2010 е председател, след това почетен председател. През април 1998 г. става член на Съвета на кураторите на Националния институт „Осолински“.
На 9 май 2000 г. Александър Квашневски го назначава за член на капитула на Ордена на Белия Орел. На 14 февруари 2001 г. е избран за секретар на капитула. Оттегля се от тази длъжност през май 2007 г., по времето на мандата на президента Лех Качински. На 25 февруари 2011 г. президентът Бронислав Коморовски за втори път го избира за член на капитула на Ордена на Белия Орел.
Член е на Комисията за култура и история на евреите към Polska Akademia Umiejętności.
През 2009 г. става инициатор на възникването на Фондация „Аушвиц-Биркенау“ и става председател на нейния съвет.
От януари до юни 2006 г. е председател на Надзорния съвет на полските авиолинии LOT.

## Научна и писателска дейност
Владислав Бартошевски започва образованието си в нелегалния Варшавски университет по време на Втората световна война. След войната установява сътрудничество с Инстута за национална памет и Регионалната комисия за разследване на германските престъпления във Варшава. През 1948 г. подновява прекъснатото си следване, но е арестуван през следващата година. През 1956 г. публикува в „Столица“ първия цикъл „Из записките на хрониста 1939 – 1944“, а сътрудничеството си с „Тигодник Повшехни“ започва със статия за Варшавското въстание. През 1958 г. подготвя под ръководството на проф. Юлиан Кшижановски дипломна работа на тема „Варшавската конспиративна поезия в периода 1939 – 1944“, но бива лишен от студентски права. Първата му книга, „Истината за фон дем Бах“ излиза през 1961 г. През 1967 г. заедно със Зофия Левинувна издава „Той е от моята родина“, сборник с материали, спомени и свидетелства за помощта, която поляците оказват на евреи през Втората световна война. От 1973 г. до 1985 г. преподава в Католическия университет в Люблин. Професорска титла получава от властите в Бавария, където през 80-те години преподава най-нова история. Неколкократно изнася лекции като гостуващ професор в Германия. Автор е на около 40 книги и близо 1500 публикации, свързани с най-новата история (Варшавското въстание, полско-еврейските отношения) и дипломацията. От 2000 до 2001 г. е председател на полския клон на ПЕН клуба.

## Личен живот
Владислав Бартошевски е син на Владислав и Беата Бартошевски. С първата си съпруга Антонина Миял-Бартошевска имат син – Владислав Теофил Бартошевски. Втората му съпруга се казва Зофия Бартошевска и сключват брак през 1967 г.
Умира на 24 април 2015 г. в болницата на Министерството на вътрешните работи във Варшава.
Погребалната церемония се провежда на 4 май 2015 г. и в нея участват висши представители на държавната власт, в това число и президентът на Република Полша Бронислав Коморовски. След литургията в базиликата „Св. Йоан Кръстител“ във Варшава Владислав Бартошевски е погребан в Алеята на заслужилите на Военното гробище Повонзки.

## Почит

### Ордени и медали
- 1944 – Сребърен кръст за заслуги с мечове
- 1944 – Кръст за храброст
- 1963 – Кавалерски кръст на Ордена на възродена Полша
- 1986 – Командорски кръст със звезда на Ордена на възродена Полша
- 1992 – Австрийски почетен кръст за наука и изкуство I степен
- 1995 – Орден на Белия орел
- 1996 – Златен медал „Щреземан“ (Майнц)
- 2001 – Командорски кръст със звезда на Ордена за заслуги към Унгарската република
- 2001 – Голям кръст на Федералния орден за заслуги
- 2002 – Ордена „Кръст на земята на Марияна“ I степен (Естония)
- 2005 – Златен медал „Заслужил за културата „Gloria Artis“
- 2006 – Орден на Св. Григорий
- 2009 – Командорски кръст на Ордена на почетния легион
- 2012 – Орден за заслуги „Pro Merito Melitensi“ на Суверенния Малтийски орден
- 2015 – Почетен медал за 70-годишнината от Варшавското въстание
- 2015 – Кръст Свобода и Солидарност (посмъртно)
- Голям кръст на Ордена на свети Лазар Йерусалимски

### Почетни звания
- Човек на годината („Gazeta Wyborcza“, 2010)
- Почетен гражданин на Варшава, Гдиня, Вроцлав, Гданск, Шчечин, Сопот, Краков, Ополе
- Почетен гражданин на Израел (1991)
- Почетен доктор (доктор хонорис кауза):
  - Марбургски университет (2001)
  - Варшавски университет (2002)
  - Гдански университет (2005)
  - Люблински католически университет „Йоан Павел II“ (2008)
  - Ополски университет (2008)
  - Хайфски университет (2008)
  - Варминско-Мазурски университет в Олщин (2009)
  - Лодзки университет (2009)

### Други отличия
- 1962 – Награда Klub Krzywego Koła
- 1968 – Награда на Фндацията на Алфред Южиковски в Ню Йорк
- 1968 – Награда на седмичника „Polityka“ в областта на най-новата полска история
- 1984 – Диплом на American Jewish Committee в Ню Йорк
- 1995 – Голям златен почетен знак „За заслуги към Република Австрия“
- 1995 – Награда на Кишел
- 2007 – Супер Виктор
- 2008 – Награда „Адам Мицкевич“
- 2009 – Почетен знак „Bene Merito“
- 2013 – Почетен знак „За заслуги в опазването на човешките права“

През 2015 г. Съветът на Освиенцим нарича с неговото име алея в града.
През 2016 г. на негово име е наименувана алея в Лодз и улица в квартал Кеджин (Ченстохова).
През октомври 2016 г. с неговото име е наречен площад на ул. „Огродова“ във квартал „Воля“ (Варшава). Площадът се намира на място, където по време на ВСВ е преминавала ул. „Бяла“, по която хората от Съвета за помощ на евреите „Жегота“, в чиято дейност е ангажиран Владислав Бартошевски, минават, за да помагат на затворените в гетото евреи.
|  | Тази страница частично или изцяло представлява превод на страницата Władysław Bartoszewski в Уикипедия на полски. Оригиналният текст, както и този превод, са защитени от Лиценза „Криейтив Комънс – Признание – Споделяне на споделеното“, а за съдържание, създадено преди юни 2009 година – от Лиценза за свободна документация на ГНУ. Прегледайте историята на редакциите на оригиналната страница, както и на преводната страница, за да видите списъка на съавторите. ВАЖНО: Този шаблон се отнася единствено до авторските права върху съдържанието на статията. Добавянето му не отменя изискването да се посочват конкретни източници на твърденията, които да бъдат благонадеждни. |